# Дуб звичайний (пам'ятка природи, Маневицький район)
Дуб звичайний — ботанічна пам'ятка природи місцевого значення. Об'єкт розташований на території Маневицького району Волинської області, ДП «Колківське ЛГ», Осницьке лісництво, квартал 37.
Площа — 0,01 га, статус отриманий у 1972 році.
Охороняється вікове дереве з розлогою кроною дуба звичайного (Quercus robur), віком близько 245 років.